# Kamienica Scultetusa w Legnicy
Kamienica Scultetusa (Scholza) – zabytkowa kamienica przy ulicy Najświętszej Marii Panny w Legnicy, opodal Galerii Piastów. 
Renesansowy obiekt wybudowano w początkach XV wieku. Dwustrefowa dekoracja sgraffitowa na fasadzie pochodzi z 1611 i przedstawia elementy geometryczne, architektoniczne, a nadto personifikacje siedmiu sztuk wyzwolonych – Gramatyki, Dialektyki, Retoryki, Muzyki, Arytmetyki, Astronomii oraz Geometrii. Autorem dekoracji był mistrz Giovanni wraz ze swoim uczniem – osoby te także znalazły się w programie dekoracyjnym sgraffita. Dzieło zasłonięte zostało tynkiem w końcu XIX wieku. W 1972 odsłonięto je podczas prac konserwacyjnych. Pierwotnie cały obiekt pokryty był sgraffitem. Przetrwała jednak tylko jego górna część. W latach 2005–2006 obiekt wyremontowano przy współudziale finansowym Fundacji Eriki Simon.
Właścicielem kamienicy był Johann Scultetus (Hans Scholz) – legnicki humanista, od 1611 rektor szkoły przy kościele świętych Piotra i Pawła. Obecnie kamienica jest siedzibą Ośrodka Sportu i Rekreacji. Swoje biuro ma tu też miejska Informacja Turystyczna.